# Schirmitz
Schirmitz település Németországban, azon belül Bajorországban. Lakosainak száma 2066 fő (2023. december 31.).

## Népesség
A település népessége az elmúlt években az alábbi módon változott:
| Lakosok száma | 429  | 1121 | 1760 | 1624 | 2028 | 2001 | 1944 | 1985 | 1905 | 2066 |
|               | 1875 | 1950 | 1975 | 1987 | 2012 | 2014 | 2016 | 2017 | 2021 | 2023 |